# Édesgyökerű páfrány
Az édesgyökerű páfrány (Polypodium) a valódi páfrányok (Pteridopsida) osztályának az édesgyökerű páfrányok (Polypodiales) rendjéhez, ezen belül az édesgyökerű páfrányfélék (Polypodiaceae) családjához tartozó nemzetség, melybe 75-100 faj tartozik. A név az ógörög poly (πολύ) "sok" és podion (πόδιον) "lábacska" szavak összetételéből ered és a növény kis, lábra emlékeztető gyöktörzsére utal. Korábban a Polypodium nemzetségbe sorolták az újabban különálló nemzetségeknek tekintett Campyloneurum, Cyathea, Microgramma, Nephrolepis, Neurodium, Pecluma, Phlebodium és Pleopeltis fajokat.

## Elterjedése
A nemzetség az egész Földön elterjedt, de a legtöbb faj a trópusokon fordul elő. Európában három faj él. Magyarországon többek közt a Gödöllői-dombság területén él.

## Leírása
Talajlakó vagy epifiton páfrányok kúszó, sűrűn szőrös, vagy pikkelyes gyöktörzzsel. A levelek szárnyasan osztottak, vagy szeldeltek, ritkán épek, változatos (10–80 cm) hosszúságúak. A szóruszok a levelek fonákán helyezkednek el, kerekded formájúak, fátyolka (indusium) nincs. A gyöktörzsek cukrot, gyantát, olajat és cseranyagokat tartalmaznak ezért több fajt likőrök, édességek ízesítésére használnak fel.

## Fajok

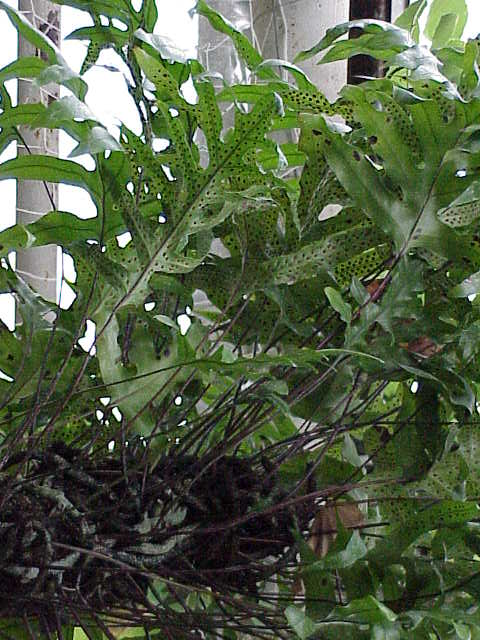
Polypodium billardieri

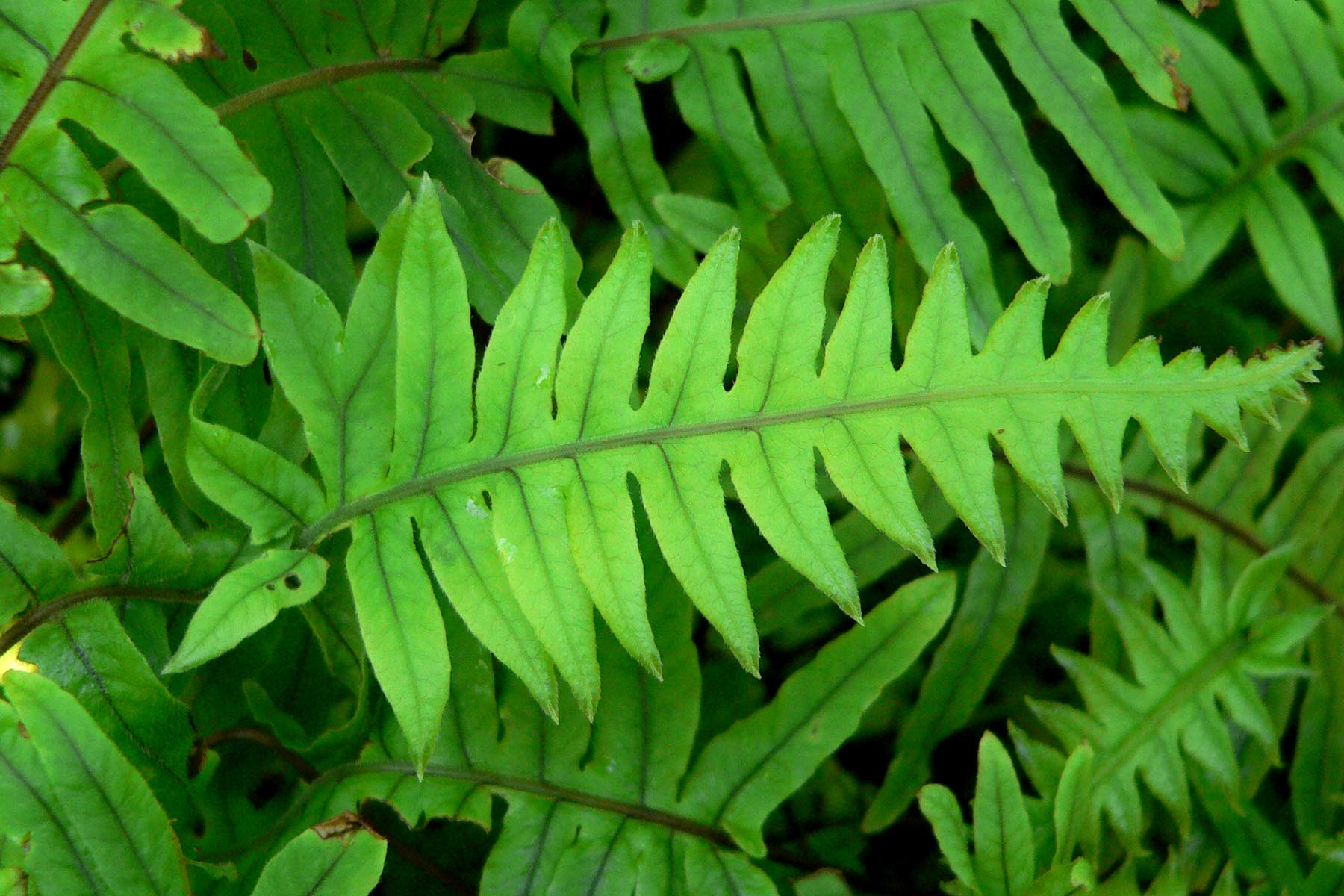
Polypodium formosanum cv. 'Cristatum'

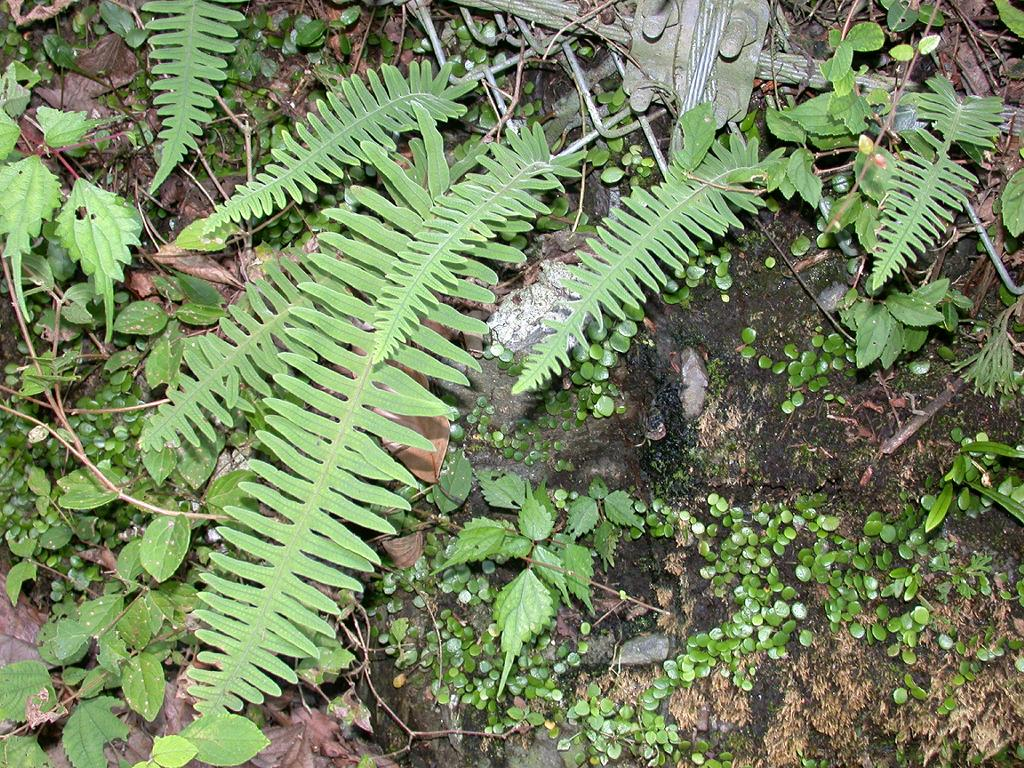
Polypodium nipponicum

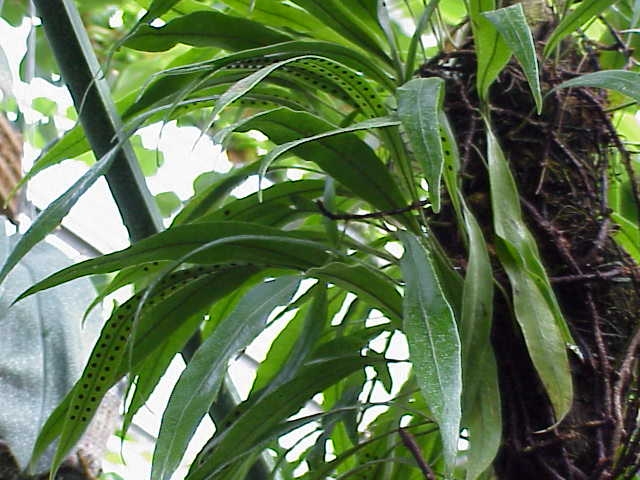
Polypodium percussum

A nemzetségen belül gyakoriak a hibridek, ezek olykor sterilek, üres ("vak") szóruszokkal.

### Hibridek
- Polypodium × font-queri (P. cambricum × P. vulgare)
- Polypodium × incognitum
- Polypodium × mantoniae (P. interjectum × P. vulgare)
- Polypodium × rothmaleri (P. cambricum × P. interjectum)

### Európában honos fajok
- Közönséges édesgyökerű páfrány (P. vulgare) – Magyarországon is őshonos.
- Hegyesszárnyú édesgyökerű páfrány (P. interjectum) – Magyarországon is őshonos.
- Polypodium cambricum L. (= P. australe Fée)

### További fajok
- Polypodium abitaguae
- Polypodium alfredii
- Polypodium amorphum Suksdorf
- Polypodium appalachianum Haufler & Windham
- Polypodium argyrolepis
- Polypodium asterolepis Baker
- Polypodium billardieri
- Polypodium californicum Kaulf.
- Polypodium calirhiza
- Polypodium chionolepis
- Polypodium crassifolium
- Polypodium decumanum
- Polypodium excavatum Roxb.
- Polypodium exiguum
- Polypodium feei (Bory) Mett.
- Polypodium formosanum Baker
- Polypodium furfuraceum Schltdl. & Cham.
- Polypodium glycyrrhiza D.C.Eaton
- Polypodium hesperium Maxon
- Polypodium incanum
- Polypodium latissimum
- Polypodium lepidopteris (Langsd. & Fisch.) Kunze
- Polypodium lonchitis
- makaronéziai édesgyökerű páfrány (Polypodium macaronesicum) Bobrov
- Polypodium mindense
- Polypodium mixtum
- Polypodium nigrescens Blume
- Polypodium nipponicum
- Polypodium percussum
- Polypodium phymatodes L.
- Polypodium piligerum
- Polypodium pycnocarpum C.Chr.
- Polypodium quitense
- Polypodium rimbachii
- Polypodium saximontanum Windham
- Polypodium scouleri Hooker & Greville
- Polypodium scutulatum
- Polypodium segregatum
- Polypodium sibiricum Sipliv.
- Polypodium triseriale Swartz
- Polypodium virginianum L.
- Polypodium leucotomos

## Fordítás
Ez a szócikk részben vagy egészben  a   Polypodium című angol Wikipédia-szócikk fordításán alapul.  Az eredeti cikk szerkesztőit annak laptörténete sorolja fel. Ez a jelzés csupán a megfogalmazás eredetét és a szerzői jogokat jelzi, nem szolgál a cikkben szereplő információk forrásmegjelöléseként.